# Déborah François
Déborah François (Liège, 1987. május 24.) César-díjas belga színésznő. 2005-ben debütált A gyermek című filmben.

## Filmjei
- 2005 : A gyermek (L'Enfant)
- 2006 : A bosszú kottája (La tourneuse de pages)
- 2007 : Les Fourmis rouges
- 2007 : L'Été indien
- 2008 : Kémnők (Les Femmes de l'ombre)
- 2008 : Hátralévő életed első napja (Le premier jour du reste de ta vie)
- 2009 : Bevetetlen ágyak (Unmade Beds)
- 2009 : Kényeztess! (Fais-moi plaisir)
- 2009 : My Queen Karo
- 2010 : Memories Corner
- 2010 : A küzdelem órái (Mes chères études)
- 2011 : A szerzetes (Le moine)
- 2011 : Les Tribulations d'une caissière
- 2012 : Populaire kisasszony (Populaire)
- 2014 : Un beau dimanche
- 2014 : Maestro
- 2016 : Ma famille t'adore déjà !
- 2016 : Cézanne et moi
- 2016 : Fleur de tonnerre
- 2017 : Chacun sa vie
- 2017 : Loue-moi !
- 2019 : Never Grow Old
- 2019 : L'Autre Continent
- 2019 : L'État sauvage
- 2020 : A mentős (El practicante)